# FuboTV
FuboTV是美国的一家主要提供体育直播频道的网络电视服务平台，其电视频道覆盖國家美式橄欖球聯盟、美国职业棒球大联盟、NBA、国家冰球联盟以及美国职业足球大联盟等，同时也兼顾新闻、影视剧等领域。FuboTV提供几档不同的套餐以覆盖不同的频道，除了基本套餐，还提供一些补充套餐例如Extra、Sports Plus（额外的体育节目）、Latino Plus（西班牙语）和Português Plus（葡萄牙语）选项。该公司声称截至2020年末，FuboTV拥有唱过545,000名付费订阅者，与前一年相比增加了超过72%。